# Han van Meegeren
Henricus Antonius 'Han' van Meegeren (nizozemska izgovorjava: [ɦɛnˈrikɵs ɑnˈtoːniɵs ˈɦɑn vɑn ˈmeːɣərə (n)]; ), nizozemski slikar in portretist, * 10. oktober 1889, Deventer, Nizozemska, † 30. december 1947, Amsterdam, Nizozemska
Veljal je za enega najbolj iznajdljivih ponarejevalcev umetnosti v 20. stoletju. Van Meegeren je postal nizozemski narodni heroj po drugi svetovni vojni, ko je bilo razkrito, da je ponarejeno sliko prodal Reichsmarschallu Hermannu Göringu med nacistično okupacijo Nizozemske.
Kot mladenič je Van Meegeren razvil navdušenje nad slikami nizozemske zlate dobe in odločil se je postati umetnik. Umetnostni kritiki pa so njegovo delo označili za utrujeno in neizvirno, Van Meegeren pa je menil, da so mu uničili kariero. Svoj talent se je odločil dokazati s ponarejanjem slik umetnikov iz 17. stoletja, med katerimi so bili Frans Hals, Pieter de Hooch, Gerard ter Borch in Johannes Vermeer. Najboljši umetniški kritiki in strokovnjaki tistega časa so slike sprejeli kot pristne in izvrstne. Njegov najuspešnejši ponaredek je bila slika Večerja v Emavsu, ki je nastala 1937-38, ko je živel na jugu Francije. Sliko so kot pravega Vermeerja pozdravili vodilni strokovnjaki tistega dne, kot je dr. Abraham Bredius.
Med drugo svetovno vojno je Göring zamenjal 137 slik za enega izmed Van Meegerenovih ponaredkov Vermeerja, ki je postal ena njegovih najbolj cenjenih slik. Po vojni je bil Van Meegeren aretiran, saj so uradniki verjeli, da je nacistom (konkretno Göringu) prodal nizozemsko kulturno dobrino. Van Meegeren se je moral soočiti z morebitno smrtno kaznijo in je zato priznal manj resno obtožbo ponarejanja. 12. novembra 1947 je bil obsojen zaradi obtožb o ponarejanju in goljufiji po kratkem, a močno oglaševanem sojenju in obsojen na eno leto zapora. Kazni pa ni odslužil; umrl je 30. decembra 1947 na kliniki Valerius v Amsterdamu po dveh srčnih napadih. Ocenjuje se, da je Van Meegeren prevaral kupce v protivrednosti več kot 30 milijonov ameriških dolarjev v denarju iz leta 1967, vključno z nizozemsko vlado.

## Zgodnja leta
Han (pomanjševalnica od Henrija ali Henricusa) van Meegeren se je rodil leta 1889 kot tretji od petih otrok rimskokatoliških staršev srednjega razreda v podeželskem mestu Deventer. Bil je sin Auguste Louise Henriette Camps in Hendrikusa Johannesa van Meegerena, učitelja francoščine in zgodovine na šoli Kweekschool (šola za učitelje) v mestu Deventer.
Zgodaj se je Han počutil zanemarjenega in nerazumljenega s strani očeta, saj je starejši Van Meegeren strogo prepovedoval njegov umetniški razvoj in ga nenehno zasmehoval. Oče ga je pogosto prisilil, da je stokrat napisal: »Ničesar ne vem, nisem nič, ničesar nisem sposoben.« Med obiskovanjem višje meščanske šole je spoznal učitelja in slikarja Bartusa Kortelinga (1853– 1930), ki je postal njegov mentor. Kortelinga je navdihnil Johannes Vermeer in Van Meegerenu pokazal, kako je Vermeer izdeloval in mešal svoje barve. Korteling je impresionistično gibanje in druge sodobne trende zavrnil kot dekadentno, degenerirano umetnost, njegov močan osebni vpliv pa je verjetno povzročil, da je van Meegeren zavračal sodobne sloge in slikal izključno v slogu nizozemske zlate dobe.
Van Meegerenov oče ni delil sinove ljubezni do umetnosti; namesto tega ga je prisilil, da je leta 1907 študiral arhitekturo na Technische Hogeschool (Tehnična šola Delft) v Delftu, domačem kraju Johannesa Vermeerja. Prejel je tudi pouk risanja in slikanja. Z lahkoto je opravil predhodne izpite, vendar nikoli ni opravil (končnega) izpita Ingenieurs, saj ni hotel postati arhitekt. Kljub temu se je izkazal kot primeren arhitekt in zasnoval čolnarno za svoj veslaški klub v Delftu, ki še vedno obstaja (glej sliko).
Leta 1913 je Van Meegeren opustil študij arhitekture in se na umetniški šoli v Haagu osredotočil na risanje in slikanje. 8. januarja 1913 je od Tehniške univerze v Delftu prejel prestižno zlato medaljo za Študijo notranjosti cerkve svetega Lovrenca (Laurenskerk) v Rotterdamu. Nagrado je vsakih pet let prejel študent umetnosti, ki je ustvaril najboljše delo, spremljala pa jo je zlata medalja.
18. aprila 1912 se je Van Meegeren poročil s študentko umetnosti Anno de Voogt, ki je pričakovala njunega prvega otroka. Par je sprva živel z Anino babico v Rijswijku, 26. avgusta 1912 pa se je tam rodil njihov sin Jacques Henri Emil. Slikar je postal tudi Jacques van Meegeren; umrl je 26. oktobra 1977 v Amsterdamu.

## Kariera zakonitega slikarja
Poleti 1914 je Van Meegeren svojo družino preselil v Scheveningen. Tega leta je opravil diplomski izpit na Kraljevski umetniški akademiji v Haagu. Diploma mu je omogočala poučevanje in za majhno mesečno plačo 75 guldov je zasedel mesto asistenta profesorja Gipsa, profesorja risbe in umetnostne zgodovine. Marca 1915 se mu je rodila hči Pauline, pozneje Inez. Da bi dopolnil svoj dohodek, je Han risal plakate in slikal slike za komercialno umetniško trgovino, običajno božične voščilnice, tihožitje, pokrajine in portrete. Mnoge od teh slik so danes zelo dragocene.
Van Meegeren je svoje prve slike javno prikazal v Haagu, kjer so bile razstavljene od aprila do maja 1917 v Kunstzaal Pictura. Decembra 1919 ga je za izbranega člana sprejel Haagse Kunstkring, ekskluzivno društvo pisateljev in slikarjev, ki se je tedensko sestajalo v prostorih Ridderzaala. Srno, ki je pripadala princesi Julianni, je naslikal v svojem ateljeju v Haagu, nasproti kraljeve palače Huis ten Bosch. Naredil je veliko skic in risb jelenov, leta 1921 pa naslikal Hertje ('Srnjaček'), ki je postal precej priljubljen na Nizozemskem. Opravil je številna potovanja v Belgijo, Francijo, Italijo in Anglijo in si pridobil ime kot nadarjen portretist. Državne honorarje je zaslužil z naročili angleških in ameriških družabnikov, ki so zimske počitnice preživeli na Azurni obali. Njegove stranke je navdušilo njegovo razumevanje tehnik nizozemskih mojstrov iz 17. stoletja. V svojem življenju se je Van Meegeren podpisoval z lastnim podpisom.
Po vseh opisih je bila nezvestoba odgovorna za razpad zakona Van Meegerena z Anno de Voogt; par se je ločil 19. julija 1923. Anna je odšla z otroki in se preselila v Pariz, kjer je Van Meegeren občasno obiskal svoje otroke. Zdaj se je posvetil portretiranju in začel izdelovati ponaredke za povečanje dohodka.
Leta 1928 se je v Woerdnu poročil z igralko Johanno Theresia Oerlemans, s katero je živel zadnja tri leta. Johanna je bila znana tudi pod umetniškim imenom Jo van Walraven, prej pa je bila poročena z umetnostnim kritikom in novinarjem dr. C. H. de Boerjem (Carel de Boer). Njuno hčerko Violo je pripeljala v gospodinjstvo Van Meegerena.

## Ponaredki
Van Meegeren je postal znan slikar na Nizozemskem, še posebej priljubljeni pa so bili Hertje ali Srnjaček (1921) in Straatzangers ali Ulični pevci (1928). Njegove prve legitimne kopije so bile naslikane leta 1923: Smejoči kavalir in Veseli kadilec, obe sliki v slogu Fransa Halsa. Do leta 1928 je podobnost Van Meegerenovih slik s slikami starih mojstrov začela motiti nizozemske likovne kritike, ki so jih bolj zanimali kubizem, nadrealizem in druga sodobna gibanja. Govorili so, da je bilo njegovo delo imitacija in da je bil njegov talent omejen s kopiranjem del drugih umetnikov.
Neki kritik je zapisal, da je bil »nadarjen tehnik, ki je naredil nekakšen sestavljeni faksimile renesančne šole in ima vse vrline, razen izvirnosti.« V odgovor na te komentarje je Van Meegeren v svojem delu objavil vrsto agresivnih člankov v mesečni reviji De Kemphaan ('Divja kura'). Jonathan Lopez v svoji knjigi o ponarejevalcih piše, da je v reviji »moderno slikarstvo obsodil kot 'umetnost-boljševizma', njegove zagovornike opisal kot 'sluzast kup sovražnikov žensk in ljubiteljev črncev' in se skliceval na podobo 'Juda z ročnim vozičkom' kot simbol za mednarodni umetniški trg«. Ta revija je skupaj z novinarjem Janom Ubinkom izhajala med aprilom 1928 in marcem 1930.
Van Meegeren je menil, da je bil njegov genij napačno ocenjen in se je odločil umetniškim kritikom dokazati, da lahko več kot kopira nizozemske mojstre; ustvaril bo delo, tako veličastno, da bi se kosalo z njihovim. Z Jo se je preselil na jug Francije in začel priprave na to končno ponarejanje, ki ga je spremljalo od leta 1932 do 1937. V nizu zgodnjih vaj je ponarejal dela Fransa Halsa, Pietera de Hoocha, Gerarda ter Borcha in Johannesa Vermeerja. Nazadnje se je za svojo mojstrovino odločil ponarediti Vermeerjevo sliko. Vermeer še posebej ni bil znan do začetka 20. stoletja; njegova dela so bila izjemno dragocena in redka, saj jih je preživelo le približno 35.
Van Meegeren se je poglobil v biografije starih mojstrov, preučeval njihovo življenje, poklice, tehnike blagovnih znamk in kataloge. Oktobra 1932 je umetniški poznavalec in strokovnjak za Rembrandta, dr. Abraham Bredius, objavil članek o nedavno odkritem Vermeerju, ki ga je opisal kot sliko Moški in ženska ob spinetu. Slika je bila kasneje prodana Amsterdamskemu bankirju dr. Fritzu Mannheimerju.

### Popolna ponaredka
Leta 1932 se je Van Meegeren s svojo ženo preselil v vas Roquebrune-Cap-Martin. Tam je najel opremljen dvorec z imenom Primavera in se lotil določitve kemijskih in tehničnih postopkov, ki bi bili potrebni za ustvarjanje njegovih popolnih ponaredkov. Kupil je verodostojna platna iz 17. stoletja in mešal lastne barve iz surovin (kot so lapis lazuli, beli svinec, indigo in cinabarit) s starimi formulami, da bi lahko zgledale kot verodostojne. Poleg tega je ustvaril lastne čopiče iz las, podobne tistim, za katere je bilo znano, da jih je uporabljal Vermeer. Pripravil je shemo uporabe fenol formaldehida (bakelit), da se barve po nanosu strdijo, zaradi česar so slike videti, kot da so stare 300 let. Po dokončanju slike jo je Van Meegeren spekel pri 100 ° C do 120 ° C, da se je barva strdila, nato pa jo valjal čez valj, da bi povečal razpoke. Kasneje je sliko opral s črnim indijskim črnilom, da je zapolnil razpoke.
Van Meegeren je potreboval šest let, da je razvil svoje tehnike, vendar je bil navsezadnje zadovoljen s svojim delom na umetniški in zavajajoči ravni. Dva od teh poskusnih ponaredkov sta ponaredka Vermeerjevih slik: Dama bere glasbo (notni zapis), je naslikal po vzoru slike  Ženska v modrem bere pismo iz Rijksmuseuma v Amsterdamu; drugo sliko Ženska igra lutno, pa po Vermeerjevi Ženska z lutnjo, ki visi v Metropolitanskem muzeju umetnosti v New Yorku. Van Meegeren teh dveh slik ni prodal; danes obe hranijo v Rijksmuseumu.
Po potovanju na poletne olimpijske igre 1936 v Berlinu je Van Meegeren naslikal Večerjo v Emavsu z lapis lazuli (ultramarinski modri) in rumenimi, ki so jih uporabljali Johannes Vermeer in drugi nizozemski slikarji zlate dobe. Strokovnjaki so domnevali, da je Vermeer študiral v Italiji, zato je Van Meegeren za model uporabil različico Večerje v Emavsu Michelangela Merisija da Caravaggia, ki jo hranijo v Pinakoteki Brera v Milanu. Od nekdaj si je želel hoditi po stopnicah mojstrov in menil je, da je njegovo ponarejanje samo po sebi lepo delo. Dal ga je prijatelju, odvetniku C. A. Boonu, rekel mu je, da gre za pristnega Vermeerja, in ga prosil, naj ga pokaže dr. Abrahamu Brediusu, umetnostnemu zgodovinarju, v Monaku. Bredius je ponaredek pregledal septembra 1937 in ga v reviji The Burlington Magazine sprejel kot pristnega Vermeerja in ga zelo pohvalil kot »mojstrovino Johannesa Vermeerja iz Delfta«.
Sliko je družba Rembrandt kupila za fl.520.000 (ali približno 4.640.000 EUR danes) s pomočjo bogatega ladjarja Willema van der Vorma in jo podarila muzeju Boijmans Van Beuningen v Rotterdamu. Leta 1938 je bilo delo izpostavljeno na posebni razstavi v rotterdamskem muzeju, skupaj s 450 nizozemskimi starimi mojstri iz let 1400 do 1800. A. Feulner je v Reviji za zgodovino umetnosti zapisal »V precej izoliranem območju, na katerem je visela Vermeerjeva slika, je bilo tiho kot v kapeli. Občutek posvečenja preplavi obiskovalce, čeprav slika ni povezana z obredom ali cerkvijo«.
Poleti 1938 se je Van Meegeren preselil v Nico in z izkupičkom od prodaje Večerje v Emavsu kupil posestvo z 12 spalnicami v Les Arènes de Cimiez. Na stenah posestva je viselo več pristnih starih mojstrov. Tu sta bila narejena dva njegova boljša ponaredka, Notranjost z igralci kart in Notranjost s pijančki, obe pa sta imeli podpis Pietra de Hoocha. V času, ko je bil v Nici, je svojo Zadnjo večerjo I naslikal v stilu Vermeerja.
Septembra 1939 se je vrnil na Nizozemsko, ko je grozila druga svetovna vojna. Nekaj mesecev je ostal v hotelu v Amsterdamu in se leta 1940 preselil v vas Laren. Van Meegeren je leta 1941 izdal svoje modele, ki jih je leta 1942 objavil kot veliko in razkošno knjigo z naslovom Han van Meegeren: Teekeningen I (risbe št. JAZ). V tem času je ustvaril tudi več ponaredkov, med njimi Kristusova glava, Zadnja večerja II, Jakobov blagoslov, Prešuštnica in Umivanje nog - vse na način Vermeerja. 18. decembra 1943 se je ločil od žene, a to je bila le formalnost; par je ostal skupaj, vendar je bil velik del njegovega kapitala prenesen na njene račune kot zaščita pred vojno negotovostjo.
Decembra 1943 so se Van Meegerenovi preselili v Amsterdam, kjer so se nastanili v ekskluzivnem Keizersgrachtu 321.  S svojimi ponaredki je zaslužil od 5,5 do 7,5 milijona goldinarjev (ali približno 25–30 milijonov ameriških dolarjev danes). S tem denarjem je kupil veliko nepremičnin, nakita in umetniških del ter nadaljeval svoj razkošen življenjski slog. V intervjuju iz leta 1946 je Marie Louise Doudart de la Grée povedal, da ima v lasti 52 hiš in 15 podeželskih hiš okoli Larena, med njimi grachtenhuizen, palače ob amsterdamskih kanalih.

### Hermann Göring
Leta 1942 je med nemško okupacijo Nizozemske eden od Van Meegerenovih agentov prodal Vermeerjev ponaredek Kristus s prešuštnico nacističnemu bankirju in trgovcu z umetninami Aloisu Miedlu. Strokovnjaki bi to verjetno lahko prepoznal kot ponaredek; ko se je Van Meegerenovo zdravje poslabšalo, se je poslabšala tudi kakovost njegovega dela. Kadil je verižno, močno pil in postal zasvojen z morfijem in uspavalnimi tabletami. Vendar pa za primerjavo ni bilo na voljo nobenega pravega Vermeerja, saj je bila večina muzejskih zbirk v zaščitenih shrambah, da bi preprečili vojno škodo.
Nacistični Reichsmarschall Hermann Göring je Kristusa s prešuštnico ter 137 drugih izropanih slik razstavil v svoji rezidenci v Carinhallu (približno 65 kilometrov severno od Berlina). 25. avgusta 1943 je Göring svojo zbirko izropanih umetniških del, vključno s Kristusom s prešuštnico, skril v avstrijski rudnik soli, skupaj s 6750 drugimi umetninami, ki so jih izropali nacisti. 17. maja 1945 so zavezniške sile vstopile v rudnik soli in kapitan Harry Anderson je odkril sliko.
Maja 1945 so zavezniške sile zaslišale Miedla glede novoodkritega Vermeerja. Na podlagi Miedlovega priznanja je bila slika izsledena do Van Meegerena. 29. maja 1945 je bil aretiran in obtožen goljufije ter pomoči in podpiranja sovražnika. Bil je zaprt v zapor Weteringschans kot domnevni nacistični sodelavec in ropar nizozemskih kulturnih dobrin, oblasti so mu grozile s smrtno kaznijo. V stiski, vendar je na koncu priznal, da je ponarejal slike, pripisane Vermeerju in Pieteru de Hoochu. Vzkliknil je: »Slika v Göringovih rokah ni, kot domnevate, Vermeer iz Delfta, ampak Van Meegeren! Sliko sem naslikal!«  Trajalo je nekaj časa, da so to preverili in Van Meegeren je bil nekaj mesecev pridržan na sedežu vojaškega poveljstva v Herengrachtu 458 v Amsterdamu.
Van Meegeren je svoje zadnje ponarejanje naslikal med julijem in decembrom 1945 v prisotnosti novinarjev in sodno določenih prič: Jezus med učenjaki, imenovan tudi Mladi Kristus v templju  v slogu Vermeerja. Po končani sliki je bil premeščen v trdnjavski zapor Blauwkapel. Van Meegeren je bil januarja ali februarja 1946 izpuščen iz zapora.

### Sodna in zaporna kazen
Sojenje Hanu van Meegerenu se je začelo 29. oktobra 1947 v sobi 4 deželnega sodišča v Amsterdamu. Obtožbe glede kolaboracijo je bil oproščen, saj je strokovna komisija ugotovila, da naj bi bil Vermeer, ki ga je prodal Hermannu Göringu, ponarejen in torej ni kulturna dobrina Nizozemske. Državni tožilec H. A. Wassenbergh ga je obtožil ponarejanja in goljufije ter zahteval kazen dveh let zapora.
Sodišče je naročilo mednarodno skupino strokovnjakov, da se loti verodostojnosti slik Van Meegerena. V komisiji so bili kustosi, profesorji in doktorji iz Nizozemske, Belgije in Anglije, vodil pa jo je direktor kemijskega laboratorija v Kraljevskem muzeju lepih umetnosti v Belgiji Paul B. Coremans. Komisija je pregledala osem slik Vermeerja in Fransa Halsa, ki jih je Van Meegeren označil za ponaredke. S pomočjo komisije je dr. Coremans lahko določil kemično sestavo barv van Meegerena.
Ugotovil je, da je Van Meegeren barve pripravil z uporabo fenolformaldehidnih smol Bakelite in Albertol kot utrjevalci barv. V studiu Van Meegerena so našli steklenico z natančno to sestavino. Ta kemična komponenta je bila uvedena in izdelana v 20. stoletju, kar dokazuje, da je domnevna dela Vermeerja in Fransa Halsa, ki jih je preučila komisija, v resnici izdelal Van Meegeren.
Druge ugotovitve komisije so nakazovale, da je prah v razpokah preveč homogen, da bi bil naravnega izvora. Zdi se, da je snov v prišla iz indijskega črnila, ki se je nabralo celo na območjih, do katerih naravna umazanija ali prah nikoli ne bi prišla. Barva je postala tako trda, da alkohol, močne kisline in baze niso napadle površine, kar jasno kaže, da površina ni bila oblikovana po naravni poti. Razpoke na površini se niso vedno ujemale s tistim v talni plasti, kar bi zagotovo veljalo za naravno razpokanje. Zdi se, da so rezultati testov, ki jih je pridobila komisija, potrdili, da so bila dela ponaredki, ki jih je ustvaril Van Meegeren, vendar so nekateri strokovnjaki še naprej razpravljali o njihovi verodostojnosti do let 1967 in 1977, ko so za analizo slik uporabljali nove preiskovalne tehnike glej spodaj).
12. novembra 1947 je četrti senat amsterdamskega deželnega sodišča Han van Meegerena obsodil za ponarejanje in goljufijo ter ga obsodil na najmanj eno leto zapora.

## Smrt
Med čakanjem na premestitev v zapor se je Van Meegeren vrnil v svojo hišo na naslovu 321 Keizersgracht, kjer se je njegovo zdravje še naprej slabšalo. V tem zadnjem mesecu svojega življenja se je prosto sprehajal po svoji soseski.
Van Meegeren je 26. novembra 1947, zadnji dan pritožbe na sodbo, doživel srčni napad in je bil prepeljan v bolnišnico Valeriuskliniek v Amsterdamu. Medtem ko je bil v bolnišnici, je 29. decembra doživel drugi srčni napad, 30. decembra 1947 pa je bil v starosti 58 let ob 17:00 razglašen za mrtvega. Njegova družina in nekaj sto njegovih prijateljev se je udeležilo njegovega pogreba v krematoriju Driehuis Westerveld kapeli. Leta 1948 so njegovo žaro pokopali na splošnem pokopališču v vasi Diepenveen (občina Deventer).

## Posledice
Po njegovi smrti je sodišče odločilo, da se Van Meegerenova posest proda na dražbi, izkupiček od njegovega premoženja in prodaja njegovih ponaredkov pa se uporabi za povračilo kupcev njegovih del in plačilo davka od dohodka od prodaje njegovih slik. Van Meegeren je decembra 194. predlagal stečaj. 5. in 6. septembra 1950 je bilo po odredbi sodišča na dražbi pohištvo in druga lastnina njegove amsterdamske hiše na naslovu Keizersgracht 321, skupaj s 738 drugimi kosi pohištva in umetniškimi deli, vključno s številne slike starih in novih mojstrov iz njegove zasebne zbirke. Hiša je bila na dražbi ločeno 4. septembra, ocenjena na 65.000 goldinarjev.
Izkupiček od prodaje skupaj s hišo je znašal 123.000 goldinarjev. Van Meegerenovo podpisano Zadnjo večerjo I so kupili za 2300 goldinarjev, medtem ko je bil Jezus med učenjaki (ki ga je Van Meegeren naslikal v priporu) prodan za 3000 goldinarjev (približno 800 USD ali približno 7000 USD danes). Danes slika visi. v Johanesburški cerkvi. Prodaja celotnega posestva je navrgla 242.000 goldinarjev  (60.000 USD ali približno 500.000 USD danes).
Med sojenjem in stečajem je Van Meegeren trdil, da njegova druga žena Jo nima nič skupnega z ustvarjanjem in prodajo njegovih ponaredkov. Velik del njegovega precejšnjega bogastva, ocenjeni dobiček njegovega ponarejanja je presegel 50 milijonov ameriških dolarjev v današnji vrednosti , je bil prenesen nanjo, ko sta se med vojno ločila, denar pa bi ji zasegli, če bi presodili, da je sokrivec. Van Meegeren je vsem avtorjem, novinarjem in biografom povedal isto zgodbo: »Jo ni vedela« in očitno mu je večina verjela. Nekateri biografi pa verjamejo, da je Jo morala vedeti resnico. Njena vpletenost ni bila nikoli dokazana in obdržala je znaten kapital. Jo je svojega moža preživela mnogo let, v razkošju, vse do njene smrti v starosti 91 let.

### Ugovor M. Jeana Decoena
M. Jean Decoen, bruseljski umetniški strokovnjak in restavrator, je v svoji knjigi iz leta 1951 izjavil, da meni, da sta Večerja v Emausu in Zadnja večerja II resnična Vermeerja. Decoen je nadaljeval z izjavo, da so bili sklepi strokovne skupine dr. Paula Coremansa napačni in da je treba slike še enkrat pregledati. [54] [55] Daniel George van Beuningen je bil kupec Zadnje večerje II, Notranjost s pijančki in Kristusova glava ter zahteval, da dr. Paul Coremans javno prizna, da se je zmotil pri svoji analizi. Coremans je zavrnil in van Beuningen ga je tožil, češ da je Coremansova napačna presoja Zadnje večerje II zmanjšala vrednost njegovega Vermeerja in zahteval odškodnino v višini 500.000 funtov (približno 1,3 milijona ameriških dolarjev ali približno 10 milijonov ameriških dolarjev danes). Sojenje je bilo določeno za 2. junij 1955, vendar je bilo zaradi smrti Van Beuningena 29. maja 1955 odloženo. Približno sedem mesecev kasneje je sodišče obravnavalo zadevo v imenu van Beuningenovih dedičev. Sodišče je ugodilo Coremansu in ugotovitve njegove komisije so bile potrjene.

### Nadaljnje preiskave
Leta 1967 je Center za umetniške materiale na univerzi Carnegie Mellon v Pittsburghu pod vodstvom Roberta Fellerja in Bernarda Keischa preučil več Vermeerjev v njihovi zbirki. Preiskava je potrdila, da je bilo več njihovih slik dejansko ustvarjenih iz materialov, izumljenih v 20. stoletju. Ugotovili so, da so bili njihovi Vermeerji moderni in bi lahko bili tako ponaredki Van Meegerena. To je potrdilo ugotovitve komisije Coremansa iz leta 1946 in ovrglo trditve M. Jeana Decoena.  Rezultati testov, ki jih je dobila ekipa Carnegie Mellon, so povzeti spodaj.
Han van Meegeren je vedel, da se je v Vermeerjevih časih uporabljal beli svinec, seveda pa je moral zaloge pridobiti s sodobno barvno trgovino, ki se je od 17. stoletja bistveno spremenila. V Vermeerjevem času so nizozemski svinec kopali iz nahajališč v Nizozemskih deželah; do 19. stoletja pa je bilo največ svinca uvoženo iz Avstralije in Amerike in se je od belega svinca, ki bi ga Vermeer uporabil, razlikoval tako po izotopski sestavi svinca kot po vsebnosti elementov v sledovih v rudah. Nizozemski beli svinec so pridobivali iz rud, ki vsebujejo visoko vsebnost elementov v sledovih srebra in antimona , medtem ko sodobni beli svinec, ki ga je uporabljal Van Meegeren, ni vseboval ne srebra ne antimona, saj so ti elementi med sodobnim postopkom taljenja ločeni od svinca.
Ponaredki, pri katerih je bil uporabljen sodoben svinčeni ali beli svinčeni pigment, je mogoče prepoznati s tehniko, imenovano Pb (Lead) -210-Dating. Pb-210 je naravni radioaktivni izotop svinca, ki je del serije radioaktivnega razpada urana-238 in ima razpolovno dobo 22,3 leta. Za določitev količine Pb-210 se izmeri sevanje alfa, ki ga odda drugi element, polonij-210 (Po-210). Tako je mogoče v nekaj letih oceniti starost slike z ekstrapolacijo vsebnosti Pb-210, prisotne v barvi, uporabljeni za ustvarjanje slike.
Beli svinec na sliki Večerja v Emausu je imela vrednosti polonija-210 8,5 ± 1,4 in radija-226 (del serije radioaktivnega razpada urana-238) 0,8 ± 0,3. Nasprotno pa je imel beli svinec na nizozemskih slikah od 1600 do 1660 vrednosti polonija-210 0,23 ± 0,27 in radija-226 0,40 ± 0,47.
Leta 1977 so državni nizozemski forenzični laboratoriji izvedli še eno preiskavo z najsodobnejšimi tehnikami, vključno s plinsko kromatografijo, da bi uradno potrdili izvor šestih ponaredkov Van Meegerena, ki naj bi bili resnični Vermeerji, med njimi Večeraj v Emmausu in Zadnja večerja. Sklepi komisije iz leta 1946 so bili ponovno potrjeni in potrjeni v nizozemskem sodnem sistemu.
Leta 1998 je A&E vodil program Scams, Schemes & Scoundrels, v katerem je poudarjal Van Meegerenovo življenje in umetniške ponaredke, od katerih so bili mnogi zaseženi kot nacistični plen. Program je vodil skeptik James Randi, na njem pa so bile tudi zgodbe Victorja Lustiga in Soapyja Smitha.
Julija 2011 je televizijski program BBC Fake or Fortune preiskal kopijo The Procuress Dircka van Baburena v lasti Inštituta Courtauld. Glede tega, ali gre za studijsko delo iz 17. stoletja ali za ponaredek Van Meegerena, je bilo mnenje razdeljeno. Program je s kemijsko analizo barve pokazal, da vsebuje bakelit, in s tem potrdil, da je slika ponaredek 20. stoletja.

## Zapuščina
Van Meegeren je igral različne vloge, med katerimi so bile nekatere zavite v goljufive namene, ko je skušal uresničiti svoj cilj, da doseže najboljše kritike. Oče naj bi mu nekoč rekel: »Ti si goljuf in vedno boš«. Adolfu Hitlerju je poslal podpisano kopijo lastne knjige o umetnosti, ki se je pojavila v Berlinu, skupaj z napisom (v nemščini): »Mojemu ljubljenemu Führerju v hvaležnost, H. van Meegeren, Laren, Severna Holandija, 194«". Priznal je le, da je podpis njegov, čeprav je bil celoten napis iste roke. (Knjiga Jonathana Lopeza je potrdila točnost članka Jana Spierdijka v časopisu De Waarheid, v katerem je Spierdijk poročal o podrobnostih o knjigi Van Meegeren Tekeningen 1, ki jo najdemo v Hitlerjevi knjižnici.) Odkupil je domove več upokojenih judovskih družin v Amsterdamu in prirejal razkošne zabave, ko je bila večina države lačna. Po drugi strani pa so ga bratje in sestre dojemali kot zvestega, radodarnega in ljubečega, vedno pa je bil ljubeč in koristen do lastnih otrok.
Leta 2008 je na Harvardu izučeni umetnostni zgodovinar Jonathan Lopez tekoče govoril nizozemsko in izdal knjigo Človek, ki je naredil Vermeerje, Razkrita legenda o mojstru ponarejevalcu Han Van Meegerenu. Njegova obsežna raziskava je potrdila, da je Van Meegeren začel ponarejati, ne toliko zato, ker ga umetniški kritiki niso cenili, temveč zaradi dohodka, ki ga je ustvaril, dohodka, ki ga je potreboval za podporo odvisnosti in promiskuiteti.
Van Meegeren je nadaljeval s slikanjem po izpustu iz zapora in svoja dela podpisoval s svojim imenom. Njegov novo najdeni profil je zagotovil hitro prodajo njegovih novih slik, ki so jih pogosto prodajali po cenah, ki so bile večkrat višje kot pred razkritjem ponaredkov. Van Meegeren je novinarjem povedal tudi, da je imel »ponudbo iz galerije na Manhattnu, da pride v ZDA in naslika portrete v maniri iz 17. stoletja za 6.000 ameriških dolarjev.«
Nizozemska javnomnenjska raziskava, ki je bila izvedena oktobra 1947, je priljubljenost Han van Meegerena postavila na drugo mesto v državi, takoj za predsednikom vlade in nekoliko pred princem Bernhardom, možem princese Juliane. Nizozemci so na Van Meegerena gledali kot na zvitega prevaranta, ki je uspešno prevaral nizozemske umetniške strokovnjake in, kar je še pomembneje, samega Hermanna Göringa. Pravzaprav je bil Göring v skladu s sodobnimi pripovedmi obveščen, da je njegov Vermeer pravzaprav ponarejen in »[Göring] je bil videti, kot da je prvič odkril, da je na svetu zlo«. Lopez pa meni, da Göring morda nikoli ni vedel, da je slika ponarejena.
Lopez navaja, da je bila obramba Han van Meegerena med sojenjem v Amsterdamu mojstrovina zvijače, ki je lastno osebnost postavil kot pravega Nizozemca, ki je želel pretentati svoje kritike in tudi Nizozemce, tako da se je pretvarjal, da je prodal Kristusa in prešuštnico, lažnega Vermerja Göringu, ker je hotel nacistom dati lekcijo. Van Meegeren ostaja eden najbolj genialnih ponarejevalcev umetnosti 20. stoletja. Po sojenju pa je izjavil: »Moj triumf ponarejevalca je bil moj poraz kot [kreativnega umetnika].«

## Seznam ponaredkov

### Znani ponaredki
Seznam ponaredkov Hana van Meegerena:
- Smejoči kavalir po Fransu Halsu (1923), ki je bil leta 1923 škandal v Haagu, trenutno nahajališče ni znano.
- Srečni kadilec po Fransu Halsu (1923) visi v Groningerjevem muzeju na Nizozemskem
- Moški in ženska ob spinetu, 1932 (prodano Amsterdamskemu bankirju dr. Fritzu Mannheimerju)
- Dama, ki bere pismo 1935–1936 (neprodana, na ogled v muzeju Rijksmuseum.)
- Dama, ki igra na lutnjo in gleda skozi okno 1935–1936 (neprodana, na ogled v muzeju Rijksmuseum.)
- Portret moškega 1935–1936 v slogu Gerarda ter Borcha (neprodano, na ogled v muzeju Rijksmuseum.)
- Ženska pijanka (različica Malle Babbe) 1935–1936 (neprodana, na ogled v muzeju Rijksmuseum.)
- Večerja v Emausu, 1936–1937 (prodana Boymanovim za 520.000 - 550.000 goldinarjev, približno 300.000 US$ ali danes 4 milijone US$)
- Notranjost s pijanci 1937–1938 (prodano D. G. van Beuningenu za 219.000 - 220.000 goldinarjev, približno 120.000 US$ ali 1.6 milijonov US$ danes)
- Zadnja večerja I, 1938–1939
- Notranjost s kvartopirci 1938 - 1939 (danes prodana W. van der Vormu za 219.000 - 220.000 goldinarjev ali 120.000 US$, 1.6 milijonov US$ danes)
- Kristusova glava, 1940–1941 (danes prodano D. G. van Beuningenu za 400.000 - 475.000 goldinarjev, približno 225.000 ameriških dolarjev ali 3,25 milijona ameriških dolarjev danes)
- Zadnja večerja II, 1940–1942 (danes prodano D. G. van Beuningenu za 1.600.000 goldinarjev, približno 600.000 US$ ali 7 milijonov US$ danes)
- Jakobov blagoslov 1941–1942 (prodana W. van der Vormu za 1.270.000 goldinarjev približno 500.000 ameriških dolarjev ali 5,75 milijona ameriških dolarjev danes)
- Kristus s prešuštnico 1941–1942 (danes prodano Hermannu Göringu za 1.650.000 goldinarjev približno 624.000 US$ ali 6,75 milijona US$, zdaj v javni zbirki Museum de Fundatie)
- Umivanje nog 1941–1943 (danes je na ogled v muzeju Rijksmuseum prodano nizozemski državi za 1.250.000 - 1.300.000 goldinarjev približno 500.000 ameriških dolarjev ali 5,3 milijona ameriških dolarjev.)
- Jezus med učenjaki, september 1945 (prodano na dražbi za 3000 goldinarjev, danes približno 800 ali 7000 ameriških dolarjev)
- The Procuress, dana Inštitutu Courtauld kot ponarejena leta 1960 in kot taka potrjena s kemično analizo leta 2011.

Posthumno so bili ponaredki Van Meegerena prikazani na razstavah po vsem svetu, vključno z razstavami v Amsterdamu (1952), Baslu (1953), Zürichu (1953), Haarlemu v Kunsthandel de Boer (1958), Londonu (1961), Rotterdamu (1971 ), Minneapolis (1973), Essen (1976–1977), Berlin (1977), Slot Zeist [nl] (1985), New York (1987), Berkeley, CA (1990), München (1991), Rotterdam (1996) , Haag (1996) in pred kratkim v Haagse Kunstkring, Haag (2004) in Stockholm (2004), zato so postali splošno dostopni javnosti.

### Verjetni ponaredki
Možno je, da v umetniških zbirkah po vsem svetu visijo drugi ponaredki, verjetno v slogu nizozemskih mojstrov iz 17. stoletja, vključno z deli v slogu Fransa Halsa in šole Halsa, Pietera de Hoocha in Gerarda ter Borcha. Jacques van Meegeren je med intervjuji z novinarji glede razgovorov z očetom domneval, da je njegov oče ustvaril številne druge ponaredke. Nekatere od teh slik so:
- Fant z majhnim psom in Rommelpotspeler po Fransu Halsu. Katalog Fransa Halsa Fransa L. M. Donyja omenja štiri slike s tem imenom, ki jih pripisujejo Fransu Halsu ali 'šoli Frans Halsa'. Ena izmed njih bi zlahka bila Van Meegerenova.
- Vermeerjevo Dekle z bisernim uhanom. Slika z naslovom Nasmejana deklica visi v Narodni galeriji umetnosti v Washingtonu (zapuščina Andrewa W. Mellona), ki bi se lahko ujemala z opisom Jacquesa in jo je muzej priznal kot ponaredek. Pripisovali so jo Theu van Wijngaardenu, prijatelju in partnerju Van Meegerena, morda pa jo je naslikal Van Meegeren.
- Dama z modrim klobukom po Vermeerju, ki je bila leta 1930 prodana baronu Heinrichu Thyssenu. Njeno trenutno nahajališče ni znano. Ta slika je bila v lasti Johna Ringlinga in Paula Cassirerja, ki sta jo prodala Thyssenu. pogosto jo imenujejo »Greta Garbo« Vermeer.

## Originalna dela
Van Meegeren je bil ploden umetnik in je ustvaril na tisoče izvirnih slik v številnih različnih slogih. Ta široka paleta slikarskih in risarskih slogov je pogosto razdražila umetniške kritike. Nekatera njegova tipična dela so klasična tihožitja na prepričljiv način iz 17. stoletja, impresionistične slike ljudi, ki se zabavajo na jezerih ali plažah, šaljive risbe, kjer je tema narisana s precej čudnimi značilnostmi, nadrealistične slike s kombiniranim prednjim in ozadjem. Portreti Van Meegerena pa so verjetno njegova najboljša dela.
Med njegovimi izvirnimi deli je njegov slavni Jelen, prikazan zgoraj. Druga dela so njegova nagrajena Stolnica sv. Lovrenca, Portret igralke Jo Oerlemans (njegove druge žene); njegov Nočni klub iz bučnih dvajsetih; veseli akvarel Poletni dan na plaži in mnoga druga.

### Ponarejal je ponaredke
Van Meegerenovo delo se je podražilo, potem ko je postal znan kot ponarejevalec, zato se je splačalo ponarediti tudi njegove slike. Obstoječe slike so dobile podpis H. van Meegeren ali pa so bile nove slike narejene v njegovem slogu in lažno podpisane. Ko je Van Meegeren videl takšen ponaredek, je ironično pripomnil, da bi jih posvojil, če bi bile dovolj dobre, a na žalost jo še ni videl.
Kasneje pa je njegov sin Jacques van Meegeren začel ponarejati očetova dela. Izdelal je slike v očetovem slogu - čeprav precej slabše kakovosti - in na teh imitacijah je lahko postavil popoln podpis. Veliko ponaredkov - tako Jacquesa kot drugih - je še vedno na trgu. Prepoznamo jih po nizki slikovni kakovosti, vendar jih ni vedno treba obravnavati kot take.